# Catocala agamos
Catocala agamos är en fjärilsart som beskrevs av Jacob Hübner 1818. Catocala agamos ingår i släktet Catocala och familjen nattflyn. Inga underarter finns listade i Catalogue of Life.